# モルヴィッツの戦い
モルヴィッツの戦い（モルヴィッツのたたかい、ドイツ語: Schlacht bei Mollwitz）は、オーストリア継承戦争初期の1741年4月10日にプロイセンとオーストリアとの間で行われた会戦である。プロイセン軍が勝利した。この戦いは本継承戦争で一番初めに実施された会戦であり、この戦いでプロイセンがオーストリアを破ったことで、プロイセンが列強の地位に上ったことを諸外国に印象付けた。

## 背景
1740年12月、神聖ローマ皇帝カール6世の死去を契機として突如シュレージエンに攻め込んだフリードリヒ大王率いるプロイセン軍は、わずか1カ月半の作戦でもって、グローガウ、ブリーク、ナイセの三要塞と上シュレージエンのメーレン国境沿い地域を除く全シュレージエンの制圧に成功した。
マリア・テレジアは大王のシュレージエンを引き渡せば味方になろうという誘いを断り、メーレンのオルミュッツに軍を集結させて指揮官のナイペルクにすみやかな反撃を命じた。大王は要塞攻略に部隊を割く一方で、自身は上シュレージエンにあってメーレンからの攻撃を警戒していたが、オーストリア軍の行動開始は雪解け後との観測を持っていたので部隊を分散させたままだった。
ナイペルク軍は、まだ雪の深いこの時期に山地を踏破してツックマンテルに出、抵抗を受けずにシュレージエンに入ることに成功した。オーストリア軍の展開したフザール部隊によってプロイセン軍の警戒部隊は活動を制限されており、大王は山を越えられた後にナイペルク軍の行動を知った。大王は上シュレージエンに広く展開していた諸部隊をただちに集結させるとともに、ナイセとブリークの包囲部隊に撤収して本隊へ合流を図るよう命じた。大王はさらにフランケンシュタインでグラーツからの侵入を警戒していたホルシュタイン＝ベックの部隊にも駆けつけるよう指示を送ったが、すでにグラーツからレントゥルスの騎兵部隊がナイセ方面に侵入していて、命令が届かなかった。
4月5日、ナイセの救援に成功したナイペルク軍はそのまま北上してブリークとも連絡をつけることに成功すると、今度は西進してプロイセン軍と本国との連絡を完全に断つことを目指し、最終的な目標であるブレスラウの手前にあるプロイセン軍の基地、オーラウへ向かった。オーストリア軍を急追するプロイセン軍は友軍との合流を重ねて4月8日グラーツァー・ナイセ川西岸に渡り、オーラウを救うべくナイペルク軍との会戦を企図していた。積雪のために両軍とも機動が迅速でなく、お互いその行動には時間がかかった。また4月以降シュレージエンは天候が悪化してしばしば吹雪に見舞われており、その結果両軍の騎兵斥候はともに敵を見失い、両指揮官は相手の正確な位置を把握していなかった。
4月9日、ナイペルク軍はブリーク南西モルヴィッツ村に到着し、そこを中心として数ヵ村に宿営した。ナイペルクはプロイセン軍がどのあたりまで近づいているのか判らず、接近してくるにしてもまだ1日2日の余裕はあると考えていた。オーストリア軍は要塞救出を最優先して冬の山越えを行い、そのまま貧弱な補給で行軍を続けたから兵が疲労しており、プロイセン軍の接近を受ける前に兵士に休息を与えようとナイペルクは考えた。が、実際にはプロイセン軍はすぐそこ、モルヴィッツ南東のポガレル村にいた。
プロイセン軍のほうでも雪中行軍のために兵は疲労し、敵の封鎖線のためにオーラウと連絡を付けられず、またホルシュタイン＝ベックとの合流に失敗するなど状況は必ずしも芳しくなかったが、大王はオーストリア軍を攻撃する意思を固め、準備を重ねていた。

## 戦闘

### 展開

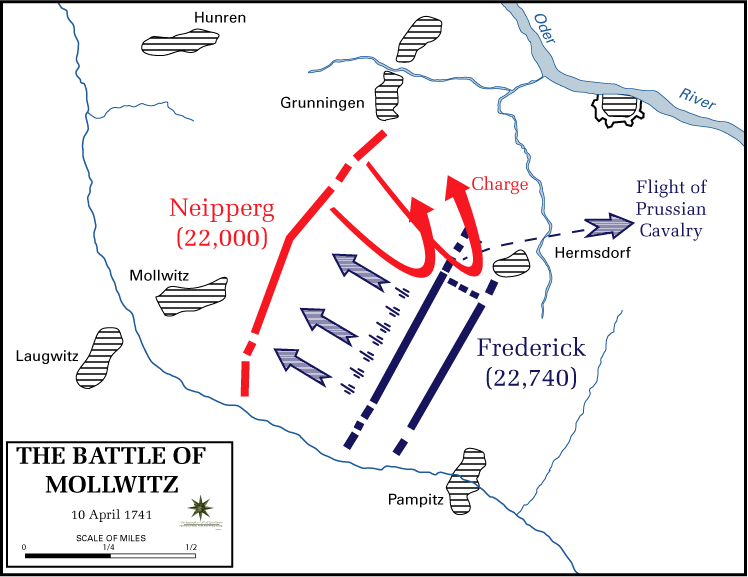

4月10日、この日は前日までとは異なり快晴となった。午前5時、プロイセン軍は陣を畳んで、オーストリア軍を発見すればすぐにも会戦に突入できるように縦隊を組み、オーラウに向かった。
午前10時ごろ、モルヴィッツ南東ノイドルフでプロイセン軍前衛であるローテンブルクの騎兵部隊がオーストリア軍の哨戒騎兵と接触し、これを追い散らした。大王は現地住民からオーストリア軍がモルヴィッツに宿営しているとの通報を受け、会戦に持ち込むべく一路モルヴィッツを目指した。一方のオーストリア軍はこの日を休養にあてると定めていたのでモルヴィッツから動いておらず、のんびり昼食準備などしていたところで、プロイセン軍が接近中との報告に接してナイペルクは慌てて自軍部隊に展開を命じたが、予期しない敵の出現に兵士たちは激しく混乱した。
ノイドルフを通過したプロイセン軍本隊はモルヴィッツに接近を開始し、大王は自軍に戦列の展開を命じた。プロイセン軍はこのとき常日頃の訓練に従って定型通りに二重戦列を形成したが、せっかく敵の戦闘準備が整っていないのに杓子定規に戦列を設けることに拘り、またプロイセン軍はしばらく実戦から遠ざかっていたので展開の際にだいぶもたついたといわれ、その結果オーストリア軍は完全な奇襲を受けることから免れた。このときプロイセン軍は右翼端をヘルムスドルフ村に、左翼端をラウクヴィッツ川にそれぞれ預けて前進すると定めたが、距離の目測を誤り、シューレンブルクの右翼騎兵とヘルムスドルフの間に間隔が生じていた。一方で第一戦列の歩兵が収まりきらずに溢れてしまい、戦列間の繋ぎに回されもした。前者は致命的な結果をもたらしたが、後者は結果的にうまく作用した。
午後1時ごろ、プロイセン軍は展開を完了し、モルヴィッツに向けて北西に攻撃前進を開始した。砲兵の前進射撃が始まるとオーストリア軍はしたたかに撃たれ、これに対してオーストリア軍砲兵は数が少ないうえに配置が混乱しており有効な反撃を行うことができなかった。プロイセン軍戦列のうち、大王は前列右翼の指揮を採り、左翼はシュヴェリーンに任せ、後列は若デッサウが指揮した。大王は、オーストリア軍騎兵の能力が自軍のものよりも優れていることをこれまでの小戦闘の様子から感じていたので、この戦いでは、彼らの突撃の威力を削ぐために、騎兵軍団のうちに擲弾兵大隊を編入する少しく変わった配置を採用した。

### オーストリア軍騎兵の突撃

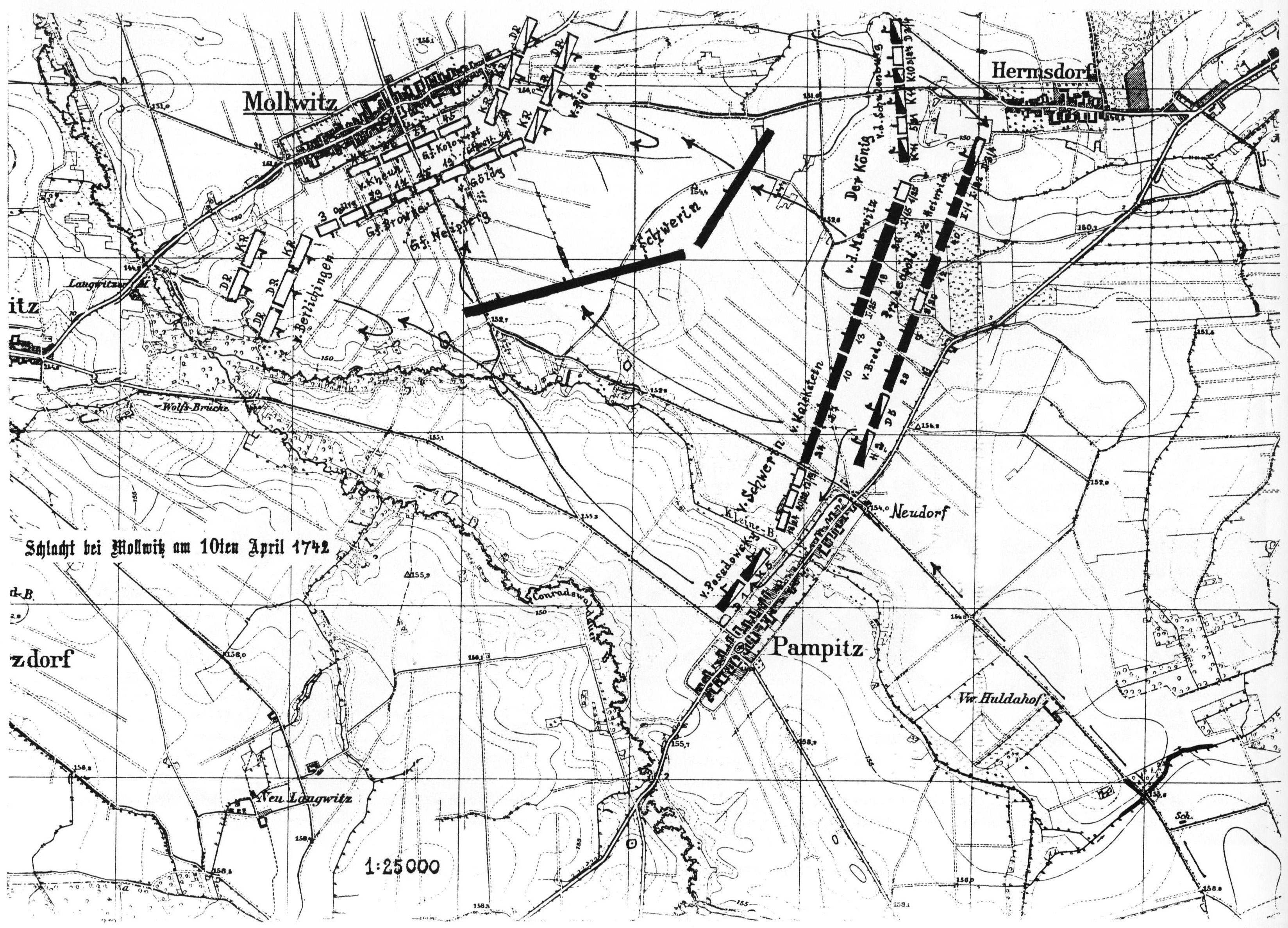

オーストリア軍の戦列展開はプロイセン軍以上に手間取り、敵が前進を開始してもまだ展開を終えていなかった。レーマーの指揮するオーストリア軍左翼の騎兵軍団は一足先に展開を完了して命令を待っていたが、ナイペルクが中央と左翼の配置調整で忙殺されていたため行動についての指示を得られなかった。しばらくの間レーマー軍団はプロイセン軍砲兵に一方的に撃たれるのを耐えなければならなかったが、このときプロイセン軍右翼騎兵が中央の部隊と歩調を合わせるために動きを止め、また右側面を露呈しているのを見てレーマーはただちの攻撃を決断した。

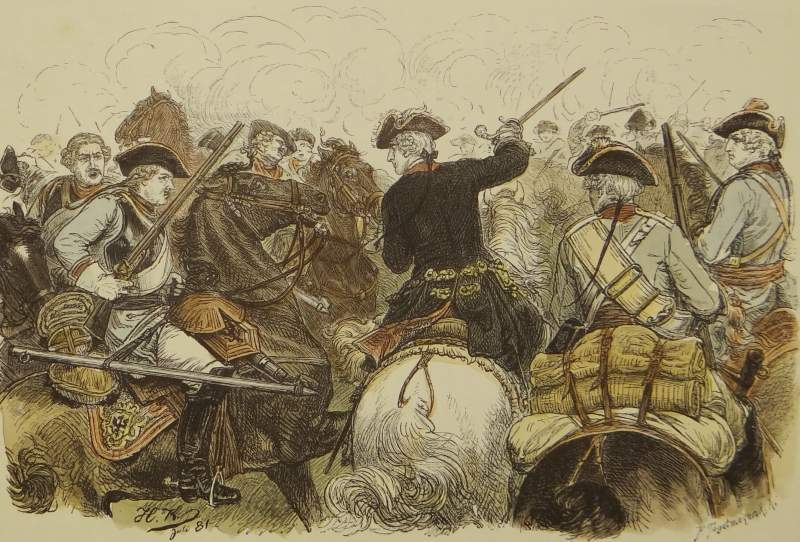
自軍騎兵を立て直そうとするフリードリヒ大王

午後1時半ごろ、レーマー騎兵軍団は一度北東に機動したあと右に急旋回し、プロイセン軍右翼に突撃した。シューレンブルクの騎兵軍団はこれを回避することも対抗突撃を行うこともできず、粉砕された。シューレンブルクはオーストリア軍騎兵にサーベルで顔を切り裂かれ、片方の眼球が眼窩から零れてぶら下った。シューレンブルクはなお戦闘を続行したがまもなく頭を撃たれて戦死した。
オーストリア軍騎兵はそのままプロイセン軍騎兵を追い立て、あるいは歩兵戦列に突撃した。歩兵戦列の前に出ていたプロイセン軍砲兵は騎兵に襲われて戦死するか砲を放棄するしかなかった。大王は右翼軍団中のヴィンターフェルト擲弾兵大隊にあって騎兵に統率を取り戻そうとし、中隊単位で再編成した騎兵を次々と送りだしたが、焼け石に水だった。プロイセン軍騎兵は敗走し、一部は自軍左翼まで逃げ回った。オーストリア軍騎兵は引き続いてプロイセン軍歩兵戦列に殺到した。
左翼からシュヴェリーンが駆けつけたとき、プロイセン軍右翼はひどい混乱に襲われていた。オーストリア軍騎兵がプロイセン軍歩兵戦列の周りを縦横に走り回って隙を探っており、歩兵部隊は各個に発砲して敵を寄せ付けまいと懸命になっていた。大王のすぐ目の前で王族の一人ブランデンブルク＝シュヴェート辺境伯フリードリヒが砲弾の直撃を受けて首から上を吹き飛ばされた。シュヴェリーンは、会戦の敗北はいくらでも取り返しがつくが王の生死は王冠の問題だからと言って戦場からの退避を勧めた。大王は一度は拒否したが、また歩兵戦列に対して突撃が行われ、これを退けたものの、いつまで持つものかはなはだ怪しいように思われた。
シュヴェリーンは再度大王に避難を求め、諸将もこれに同調した。午後4時ごろ、大王はシュヴェリーンに指揮を預けて戦場を離脱した。

### プロイセン軍歩兵の攻撃

シュヴェリーンは大王を避難させた後、自軍歩兵が依然として健在であることに気付いた。プロイセン軍歩兵はオーストリア軍騎兵の突撃をことごとく跳ね返し、そのたびに大損害を与えていた。オーストリア軍騎兵は歩兵戦列の正面といわず側面といわず襲撃し、一度などは第二戦列の後方にまで回り込んで攻撃したが成果を得なかった。二列の戦列間に突入しよういう試みは側面を塞ぐ2個大隊によって阻止された。
シュヴェリーンは改めて右翼歩兵部隊に交代一斉射撃によるオーストリア軍騎兵への攻撃を命じた。このころレーマーはすでにプロイセン竜騎兵の銃弾を受けて戦死しており、プロイセン軍の火力による攻撃が活発になるとオーストリア軍騎兵は四散した。同じころに、レーマー軍団援護のために遅ればせながら前進してきたゲルデュの左翼第一歩兵戦列がプロイセン軍歩兵と交戦に入ったが、その動きはひどく緩慢で、プロイセン軍の活動が活発であるとわかるとすぐに尻込みし、ゲルデュが戦死すると元の位置に後退した。
敵の攻撃を撃退したプロイセン軍では、ある将軍がシュヴェリーンにどっちの方向に撤退するのかと尋ねると、シュヴェリーンは「敵兵の屍を越えて」と答え、多くの損害を出した右翼隊列の再編成を行わせてオーストリア軍本隊に対し再び攻撃前進を試みた。プロイセン軍の接近に驚いたナイペルクは、戻ることのできた左翼のレーマー軍団の残余と右翼のベルリヒンゲンの騎兵軍団にプロイセン軍歩兵を攻撃させようとしたが、左翼騎兵はプロイセン軍砲兵の砲撃によって追い返され、右翼のベルリヒンゲンはプロイセン軍左翼のポサドフスキーの騎兵軍団に阻止された。ベルリヒンゲンは自ら敵に突撃することで騎兵を戦わせようとしたが、誰も追随しなかったので怒り、勝手に後退しようとする部下数人を斬った。
ナイペルクはこの間自軍の歩兵に何度も前進を命じていたが、彼らはプロイセン軍歩兵が死屍累々の戦場を一糸乱れぬ行軍で前進してくるのに恐れをなして命令を拒否した。プロイセン軍の素早い砲撃を受けるとオーストリア軍の戦列は動揺し、次いで射撃戦に入ると、優勢なプロイセン軍の火力に直面した。このときオーストリア軍歩兵は2回目の斉射を終えるか終えないかのうちにプロイセン軍歩兵から5斉射受けたとされ、少しでもその早さに追いつくために彼らは弾の突き固め動作なしで発砲したが、当然のことながら発射された弾は威力を持たなかった。敵の射撃に圧倒されたオーストリア軍の兵士たちは戦意を失って列を乱し、恐慌状態に陥った新兵が互いに誰かの後ろに隠れようとするので横隊が縦隊になり、さらにそこから逃亡する者が相次いだ。
午後7時半ごろ、戦列の崩壊していく様子を見てもはや軍を維持できないと観念したナイペルクは全軍撤退を命じた。すでに日が落ちていたためオーストリア軍は大規模な追撃を受けることは避けられた。

## 結果
会戦敗北後、ナイペルク軍はナイセまで撤退するが、このとき、遅れてフランケンシュタインからやって来たホルシュタイン＝ベックの部隊がちょうどナイペルク軍のすぐ西を通り過ぎるところだった。ナイペルクは危うく挟撃を受けるところであったが、ホルシュタイン＝ベックはナイペルクに気付かずにそのまま北上したのでこれを免れた。
一方このころ、戦場を離脱した大王はナイセ川東岸に渡り、夜中にオッペルンに到着してそこに避難しようとした。ところがオッペルンはすでにバラニャイの分遣隊によって占拠されていて、街に開門を求めたところ門の内側から発砲され、慌ててそこから逃れた。結局大王はレーヴェン村に潜んでいたところ、シュヴェリーンが派遣した将校が彼を捜し出してくれて自軍の勝利を知った。
この戦いはプロイセン軍と大王に多くの教訓を残した。大王はのちに「この戦いは私と私の軍にとっての学校であった」と書いた。大王は以後、勝敗が明らかになるまでは決して戦場から去らぬと決心し、事実そのようにした。大王は殊勲者であるシュヴェリーンを、自分を戦場から排除しようとしたと言って非難した。一方で、この戦いにおいて「私とナイペルク元帥と、どちらがより多くの過ちを犯したと言うのは難しい」ことを認めた。大王は明らかになった軍の問題点の改善に戦争中から精力的に取り組んだ。
「父は私にまずい騎兵を残した」と後に大王は書いた。当時のプロイセン軍騎兵はフリードリヒ・ヴィルヘルム1世の好みに応じて大型馬を盛んに用いていたが、彼らは動きが遅く、すぐ体力を消耗した。乗り手の方も大柄な者が多いうえに、馬術よりも歩兵の教練によく通じているような状態で、教練の内容についても歩兵に比してその訓練、戦法は旧来のものから進歩していなかった。対してオーストリア軍は対トルコ戦によって鍛えられた優秀な騎兵を数多く抱えており、その違いがこの戦いで明らかになった。
またこの戦いでは、オーストリア軍は全軍の約半数を騎兵が占めるという異例の編成になっていた。これはハンガリーからの歩兵部隊の転進が間に合わなかったからであるが、比べてプロイセン軍は全軍のうち騎兵の占める割合は2割程度であり、これが当時の平均的割合であったが、このため騎兵については数の上でもオーストリア軍がプロイセン軍に対して優勢であった。
一方で歩兵についてはプロイセン軍のほうが圧倒的に優れていた。規律も訓練も行き届いており、そのためにレーマーが5度にわたる突撃を敢行しながら、プロイセン軍は持ちこたえることができた。
「モルヴィッツの戦いにおいて、プロイセン軍は火戦の威力を最高度に発揮し、爾来これを凌駕する業績が現れなかった」とクラウゼヴィッツは評した。大王はプロイセン軍歩兵の規律と錬度を称賛し、その優秀さを改めて認識した。オーストリア軍の将校はプロイセン軍歩兵の戦闘の様子を強力に印象付けられ、様々に書き残した。「彼らは素晴らしい戦列で一歩一歩進んできた。砲兵は砲弾と散弾を間断なく撃ち、一度マスケットの射程内に入ると射撃は一瞬も止まらない」「私はこのようなずば抜けたものを見たことがない。彼らはまったく素晴らしい統制で、鋳型のごとくまっすぐに、閲兵行進であるかのように行進した。日光に輝いていた彼らの武器は見事な効果を発揮し、彼らの射撃は終わらない雷鳴の響きであった」
対するオーストリア軍の歩兵はスペイン継承戦争時代からあまり進歩せず、各連隊の教練の仕方に統一はなく、装備の面でもプロイセン軍歩兵が鉄製の槊杖を採用していたのに対し、オーストリア軍の物は依然木製だった。当時プロイセン軍はオーストリア軍が3発撃つ間に5発撃つと言われ、ただでさえ大きく見劣りしていたのに、このときのオーストリア軍歩兵の各連隊は戦争が始まってから急きょかき集めた新兵を多分に含んでいたからなおさらであった。この戦いにおけるオーストリア軍歩兵の火力発揮は当時の全ヨーロッパで最も貧弱であったとされる。歩兵についてはオーストリアの解決すべき重要な課題となった。
モルヴィッツの戦いののち、オーストリア軍はナイセ以東の確保には成功したが、プロイセン軍がブリークを攻略するのを妨害できなかった。大王はブリーク攻撃の最中から自軍騎兵に猛訓練を課してその改善に努めた。
この戦いは軍事的には、両軍の損害は互角か、むしろプロイセン軍のほうが多かったのでプロイセンの辛勝というところだが、政治的には大きな効果があった。この勝利によって諸国はプロイセンを有力な国家であると認め、オーストリアと係争していた各国の使節が先を争って大王の陣地を訪れた。その結果、プロイセンはフランスとバイエルン選帝侯カール・アルブレヒトの皇帝即位について合意に達し、あわせて15年の同盟を結んだ。もっとも、大王にはフランスやバイエルンを助ける気はさらさら無く、シュレージエンを得たうえは早々にオーストリアと講和したいと考えていた。しかし、イギリスのオーストリアに対する援助が期待されていたのでマリア・テレジアの徹底抗戦の態度はしばらく変わらなかった。